# 幻影夢想
『幻影夢想』（げんえいむそう）は、高屋奈月による日本の漫画作品。1994年 - 1997年にかけて、『花とゆめプラネット増刊』や『花とゆめステップ増刊』に掲載された。単行本は全5巻、文庫版は全3巻。

## あらすじ
一見普通の高校生である乙矢環は、邪心に囚われ邪鬼へと変貌した人間の魂を救うため護法を操る「守護師」の家系のただ1人の継承者。そんな宿命を背負う彼の側には常に幼馴染の少女・旭がまとわりつき、疲弊しがちな彼の心を癒していた。
時々邪鬼を祓う以外に穏やかな日々を送っていたある日、2人の前に「月華一族」を名乗る少年・えいじが現れた。邪法使いの月華一族は、人々を邪鬼に変え、自らの理想郷を作ろうと企む、乙矢の一族とは千年越しの因縁のある関係であった。
乙矢と月華との戦いは想像を絶するほど過酷な戦いとなり、月華の王・飛良の目覚めと共に環の母は倒れ、旭もその運命に飲み込まれていく。

## 登場人物

### 主要人物
乙矢 環（おとや たまき）
高校生。寺を構える「守護師」の一族である乙矢本家の門主にして、当代唯一の守護師。未熟なところはあるが、その素質は確かなもので、一族に伝わる護法を引き継いでいる。しかし邪法使いの血も引くため、高ぶった感情に流されてしまうと守りの力ではなく邪力を使ってしまうことも。
口の悪い母親と常に明るい旭の存在に救われている節があり、旭の言葉を受けて、なかなか成功しなかった護法の召喚を成功させたり、蝶の姿をした使役を得たりと成長を見せる。
中盤で月華側に大切な数珠を奪われたため、邪気を祓う際に命をかなり削っており、えいじが死に掛けた時には失明していた。そのことを知った旭が密かに力を貸したため、その後視力は回復するが、最終決戦の後で力尽きてしまう。
如月 旭（きさらぎ あさひ）
高校生。環の幼馴染で、所かまわず「たまきちゃん」と呼ぶ。環のことが好きなあまりほぼ1日中まとわりついている。環に許婚がいることは幼い頃から知っている。母親は他の家に男を作っており、あまり家に帰って来ない。幼い頃はよく男を連れ込んだ母親に家から放り出されていた。父親は彼女が生まれる前に他界しているらしい。
実は月華と乙矢が対立する原因となった少女・水月華の生まれ変わりであり、邪刀に触れて覚醒した後は飛良を救うために環と敵対する道を選ぶ。以降は月華の寝殿の飛良の傍にいる。
しかし、常に思うのは環のことであり、寿命が尽きかけ、剽によって「巣」に捕らわれたえいじを環のために助けたことで、「巣」に出来た亀裂をふさぐための人柱として留まることに。しかしその真意は「水月華がいなければ、嵯峨と飛良が傷つくことはなく、乙矢と月華の確執も起こらなかった」という想いから、自らの能力と転生を封じることにあり、それでも、堕ちてきた飛良の魂を抱え込んで環のために時間を稼いだり、孺訝に力の一部を託すことで視力を失った環を救ったりした。
えいじ
度々環の前に立ちはだかる月華一族の邪法使い。常盤と同い年（旱の5歳下）。生みの親である先々代の邪法使い・剽（ひょう）に虐待されて育ち、孤独な生活を送っていた。剽に言わせると「自分から生まれた物でありながら身体も力も滓同然」の、弱い邪法使いだったらしい。
幼い頃、剽から暴行を受けた後などに、いずれ敵対することになる乙矢の守護師が自分とは違う幸せな生活を送っているのを見ていたが、ある日環に見つかり、数珠の一粒を渡される。そのことが一種の救いとなり、数珠を大切に持ち続けていた。
当初は少年の身体だったが、ある時期に女性化した。その後、寿命が尽きたところで、巣に落ちていた剽に魂魄を捕らえられるが、水月華として覚醒した旭の独断で救われ蘇生し、邪法使いとしての能力を失う。以降は乙矢に保護され、環の妹分となる。環や庇護師たちと行動を共にし、環の危機に、無意識に庇護師が使う術を使ったことも。
もともと剽が生み出したという猫の使い魔・影羽（かげは）は、えいじの名付け親だったり、暴行を受けるえいじをかばうなど、えいじとは主従を越えた関係を築いていた。そのため無類の猫好き。最後は旱と恋仲になり、結婚したらしい。

### 乙矢一門
乙矢葱鉞（おとや そうえつ）
先代の守護師。環の祖父とされていたが、ある一件から父親であることが判明。要は乙矢の血を残すためだけの存在だったはずなのだが、密かに惹かれていたらしい。その身を挺して邪刀・水月華を封じていた。
乙矢 要（おとや かなめ）
環の母。葱鉞の長男が守護師としての力を引き継げなかったため、血が絶えることを恐れた乙矢によって捕らえられ、葱鉞との間に環を生んだ邪法使い。受胎呪術を使った剽から誕生したが、次代の邪法使いを産むため女性化したところで乙矢側に捕らえられたという。そのため、月華側には「葱鉞に祓われた」と思われており、要を産んで役目を終えても生存していた剽が再び受胎呪術を使い、次代であるえいじを産む。
戸籍上の問題もあって、その事実を隠して環を育てていた。やや口が悪いがその本心は優しく大らかで、環やその理解者である旭を大切にしていた。また葱鉞とは上述の関係だったが、新たな生活は幸せで心から彼を愛していた。桜が好き。
邪法使いではなくなっても多少の術を使うことができ、鏡を介して邪鬼に挑む環と旭を見守っていたり、降霊術を使って陰から2人を助けたりしていた。しかし、元が邪法使いであるがゆえに短命で、本来の寿命はずっと前に尽きていたのだが、環のために生き続けており、邪刀が月華側に奪われた際に命を落とす。その直前、「未熟な環のために出来ること」として、邪刀に触れ、水月華として覚醒したばかりの旭によって術を施され、環のための新たな護法となることを選ぶ。その遺体は衰弱しきっていたらしい。
乙矢常盤（おとや ときわ）
西の分家に生まれた、守護師を守るための存在である庇護師の1人。環の従弟。環の2歳下で中学生。分家の人間はある理由から総じて環を嫌うが、彼は環を「兄さま」と慕っている。
乙矢 旱（おとや ひでり）
東の分家に生まれた庇護師の1人。21歳。15歳から要に片想いしていた。環を嫌っているが、その理由は他の分家の人間とはやや異なる。
環の数少ない理解者である要が亡くなり、旭も姿を消した後、分家の人間が自分達の都合を環に押し付け続けてきた事を悟り、環の「血」にこだわって言い争う実家を厭い、他の庇護師と共に「勘当でもなんでもしろ」と一族を抜ける。
乙矢 砌（おとや みぎり）
東の分家に生まれた庇護師の1人。旱の妹で環の1歳下。濃い血統を残すため、環の許婚とされていた。環に淡い恋心と強い忠誠心を抱いている。
乙矢 楪（おとや ゆずり）
環と旭の孫に当たる少年で、守護師。環からは外見と守護師としての能力を、旭からは水月華の持っていた万物を生み出す能力を受け継いだ。彼の言から、彼の代までに水月華の能力を継いだのは彼1人。「巣」へ飛良を迎えに行き、旭たちの願いを叶える。

### その他
鳥井 充（とりい みつる）
戸田高校から環たちのクラスに編入してきた少女。小学生時代の環と旭の幼馴染で、長い黒髪が特徴。旭を「ひな」と呼ぶ（由来は不明）。病弱で外に出られない双子の妹・実（みのる）がいるが、3ヶ月前に他界している。
当初は邪鬼に憑かれており、「外で遊ぶことができなかった実は自分を憎んでいる」と思い込んでいたが、邪鬼を環に祓われて正気に戻る。
水月華（すいげつか）
旭の前世に当たる少女。万物を生み出す力を持つ。その力で人々を癒し、守ってきたが、ある噂が広まったことによって殺される。飛良とは相思相愛の関係だった。嵯峨の本性を見抜いていた節がある。
飛良（ひら）
水月華の側近。白髪・赤眼の異形で生まれたため母親からも「鬼」と蔑まれ、幽閉されて育ったが、弟である嵯峨から話を聞いた水月華によって外に出られた。邪刀・水月華の本来の使い手。
孤独な生い立ちから人間と表の世界の両方に憧れ、愛していたが、水月華を守るために守りの術を覚え、水月華の命を受けて郊外の村へ行っていた際に彼女が人々に殺されたことで、感情が裏返ってしまう。憎しみと悲しみのあまり、かろうじて命があった自分の従者と共に「月華の一族」と名乗り、その王となった。以降、15年から20年ほどの周期で7日間目覚める以外は眠り続け、命を長らえていたが、旭が水月華として覚醒し呼びかけたことで完全復活を果たす。
最終決戦の後、数珠を持たない状態で何度も戦いを繰り返したことが引き金となり消耗しつくした環と共に、半死の状態で「巣」へ堕ちるが、月華一族を名乗る前は守護師特有の守りの術を使う術者だったため、環と旭に救われた礼として、環を守護師にしか使えない癒しの術で癒し、理を歪めた代償として「巣」に堕ちた旭を人間世界へ戻すべく、彼女の代わりに「巣」の人柱となった。その後、環と旭の孫である守護師・楪によって天上へ昇っていった。
嵯峨（さが）
水月華の側近。異形の兄・飛良に優しくしていたが、内心では他人や兄を見下し嘲っており、どう行動すれば善人に見えるか計算していた。
病に倒れた後、兄が月華を名乗り、術を悪用して人々を邪鬼に変え始めたことに対抗するべく、水月華から教わった秘術を用いて自分の息子の血の中に護法として宿り、兄を倒すべく生き延びていたが、最後の最後で要に取って代わられる。
孺訝（じゅげ）
とうの昔に死んだ存在だが、飛良の眠る繭と同化してその眠りを守っていた女。旭の呼びかけで飛良が目覚めた後は旭の動向を警戒しながらも飛良の側にいたが、旭によって邪力の呪縛が解かれ、最後は天へ昇っていった。
紗帛（しゃはく）
死後の邪心が堕ちる異界「巣（そう）」の番人。突如表世界へ出てきて、死に掛けているえいじを助けたいと願った環を「巣」の剽の元へ導くが、剽と環の戦いの際、旭が密かに環に力を貸して理を歪めたために発生した亀裂を塞ぐべく、旭を人柱とした。しかし、旭の願いを知ったことで、少し変化を見せる。
睦（むつ）
飛良の従者。飛良が郊外へ出かけた際、水月華の元に護衛として残されたが、彼女を守りきれず、自分は光を失った。なかなか素直になれなかったが、相棒の露架を大切に想っていた。
露架（ろか）
飛良の従者。行き場をなくしていたところを飛良に拾われた少女。勝気で、出会った当初の睦に「女に何が出来る」と言い放たれ、反射的に髪を切ったことがある。以降、睦とは競い合い、惹かれ合う仲となった。

## 作中用語
守護師・庇護師（しゅごし・ひごし）
邪心に囚われ、邪鬼となった人間を救うために守りの力を使う術者。相反する力である邪力によって付けられた傷は守護師が使う癒しの術でないと癒せない。邪鬼は乙矢の血に惹かれて集まってくるという。邪鬼を浄化する術の行使は、主に七芒星を描く「護七芒陣」という術から始める。
乙矢の本家の術者が守護師として護法の力を振るい、分家の術者はそれをサポートする庇護師として邪鬼の成長を一時的に封じる術や結界術などを行使する。代々伝えられてきた数珠を用いることでその力を強めることが出来る。しかし、数珠を失えば力を使うたびに命を削る。
護法（ごほう）
陰陽道における「式神」のような存在。その正体は乙矢の血に宿っている嵯峨で、最初は鳥の姿だが、術者の力が強まるにつれて姿を変えていき、最終形態は龍の姿になる。守護師と護法は分身のような関係にあり、護法を攻撃すると守護師も傷つく。
使役（しえき）
守護師が生み出す存在。護法ほどの力は持たないものの、複数を生み出すことが可能で、探索や調査に使うことが多い。
月華一族（げっかいちぞく）
人々に邪心を植え付け、邪鬼とすることで理想郷を作ろうとしている邪法使いの一族。人々を邪鬼から守る乙矢一族とは表裏一体とも言える関係であり、長い間乙矢と対立してきた。
邪法使い（じゃほうつかい）
邪力を用いた術によって人々の心に邪心を植え付ける術者。生まれた時は男性だが、その寿命は15年から30年と短命で、その血を絶やさぬため寿命が尽きる頃が来ると女性化し、受胎呪術を使って自分の命と引き換えに次代の邪法使いとなる子供を生んで果てる（剽は要を生んだ後も生存した珍しい例で、飛良の側近として共に眠っていた睦と露架は例外）。
要は女性化した直後に月華一族を抜け、葱鉞との間に環をもうけた。そのため、邪法使いとしては長く生きた（環のことが心配なあまり、死ぬに死ねなかった）。
邪刀・水月華（じゃとう すいげつか）
かつては飛良の物だった刀。その名は飛良が愛した少女・水月華に由来する。嵯峨が得た乙矢の数珠とともに水月華から授けられたもので、手にした邪法使いの力を強める効果を持つ。
巣（そう）
紗帛が番人を務めている異空間。死後、邪心の塊である魄が堕ちる場所であり、強い邪心を持つ者は、まれに生前の人格を残したままここへ堕ちる。剽は惣鉞に祓われここへ堕ちたが、ひときわ強い邪心を持っていたため人格を残しており、寿命が尽きかけたえいじの魂と魄両方を捕らえた。

## 書誌情報
新書版
1. 1996年2月、ISBN 978-4-592-12730-7
2. 1996年4月、ISBN 978-4-592-11334-8
3. 1996年7月、ISBN 978-4-592-11601-1
4. 1997年6月、ISBN 978-4-592-11603-5
5. 1997年12月、ISBN 978-4-592-12770-3

文庫版
1. 2009年1月、ISBN 978-4-592-88814-7
2. 2009年3月、ISBN 978-4-592-88815-4
3. 2009年5月、ISBN 978-4-592-88816-1